# Mark Mazower
Mark Mazower, född 20 februari 1958 i London i Storbritannien, är en brittisk historiker och professor i historia med specialintresse för dagens Grekland, 1900-talets Europa samt världshistoria. Han skriver bland annat om internationella relationer för Financial Times samt bokrecensioner för flera tidningar. Några av hans böcker är The Balkans: From the End of Byzantium to the Present Day (2002) och Hitler's Empire: Nazi Rule in Occupied Europe (2008).

### Webbkällor
- Mark Mazower – Columbia University History Department